# Исиметов, Михаил Исиметович
Михаи́л Исиме́тович Исиме́тов (7 июня 1930, Новый Сусадыбаш, Янаульский район, Башкирская АССР, РСФСР, СССР — 26 июня 1994, Йошкар-Ола, Марий Эл, Россия) — марийский советский журналист, редактор, краевед. Исследователь истории Марийского края 1-й половины XX века. Директор Марийского книжного издательства (1971—1980). Заслуженный работник культуры Марийской АССР (1990). Член КПСС.

## Биография
Родился 7 июня 1930 года в деревне Новый Сусадыбаш ныне Янаульского района Башкирии в марийской крестьянской семье.
После окончания Краснокамского педагогического училища в 1948 году продолжил учёбу на литературном факультете Марийского педагогического института имени Н. К. Крупской, который окончил в 1952 году.
По окончании института работал учителем марийского языка и литературы в Сотнурской средней школе Волжского района Марийской АССР, инструктором Волжского РОНО, заместителем редактора газеты «Волжская правда», заведующим отделом пропаганды и агитации Волжского райкома КПСС. Затем трудился редактором Звениговской районной газеты «Передовик».
В 1967 году окончил Высшую партийную школу при ЦК КПСС.
Затем заведовал отделом объединённой редакции республиканских газет «Марийская правда» и «Марий коммуна».
В 1971—1980 годах — директор Марийского книжного издательства.
До выхода на пенсию в 1990 году заведовал кабинетом учебно-методической литературы Марийского института усовершенствования учителей.
В 1990 году ему присвоено почётное звание «Заслуженный работник культуры Марийской АССР». Награждён медалями и Почётной грамотой Президиума Верховного Совета Марийской АССР.
Скончался 26 июня 1994 года в Йошкар-Оле.

## Деятельность
Во время заочной учёбы в аспирантуре Марийского педагогического института увлечённо занимался историей марийских волостей Уфимской губернии.
Вошёл в историю марийской печати и краеведения как исследователь и соавтор книг об истории книгоиздательского дела в Марийской АССР, составитель ряда краеведческих изданий.
Опубликовал более 10 книг, среди которых особое место занимает книга очерков о марийском актере и поэте Йыване Кырле и других репрессированных общественно-политических деятелях науки и культуры: Н. А. Алексееве, И. П. Петрове, Э. Н. Эльмикее, Т. М. Ямбосе, М. Н. и А. Г. Николаевых. Наиболее ярко его талант проявился в книгах «Йыван Кырля: очерк жизни и творчества» (1979, 2 издание — 2003) и «Туткар пагыт» («Время трагедий») (1993).

## Основные издания
Список основных изданий М. И. Исиметова:
- Исиметов М. И. Страницы роста: Очерки о развитии книгоиздательского дела в Марийской АССР / М. И. Исиметов, М. Т. Сергеев. — Йошкар-Ола: Марийское книжное издательство, 1975. — 107 с.: ил.
- Исиметов М. И. Тулан 1918 ий Очерк-влак. — Йошкар-Ола: Марийское книжное издательство, 1979. — 296 с.,[8] л.: ил.
- Народ их помнит: документальные очерки / сост.: М. И. Исиметов, М. Т. Сергеев; ред. Г. Н. Новоселова; худож. Р. Е. Янгильдина. — Йошкар-Ола: Марийское книжное издательство, 1982. — 183 с.: фот.
- Исиметов М. И. Йыван Кырля: очерк жизни и творчества / М. И. Исиметов; ред. А. Я. Спиридонов. — Йошкар-Ола: Марийское книжное издательство, 1984. — 117 с.: ил.
- Исиметов М. И. За счастливую жизнь: Очерки. — Йошкар-Ола: Марийское книжное издательство, 1988. — 146 с.: ил.
- Исиметов М. И. Йыван Кырля: очерк жизни и творчества. — 2-е изд., доп. — Йошкар-Ола: Марийское книжное издательство, 2003. — 140 c.: ил. – ISBN 5-7590-0604-6.

## Звания и награды
- Заслуженный работник культуры Марийской АССР (1990)[1][2]
- Почётная грамота Президиума Верховного Совета Марийской АССР (1975)[1][2]